# Бота Георгій Миколайович
Георгій Миколайович Бота (нар. 21 березня 1966, с. Бояни, Новоселицький район, Чернівецька область) – український медик, літератор, член Національної спілки письменників України, громадський діяч.

## Життєпис
Народився 21 березня 1966 р., с. Бояни (Новоселицький район, Чернівецька область). У 1981 році закінчив Бояно-Глиницьку школу, у 1981-1985 рр. навчався на фельдшерському відділенні Новоселицького медичного училища. Служив в Радянській армії. З 1987 року працював завідувачем фельдшерсько-акушерських пунктів у селах Арборяни і Чорнівка Новоселицького району, у комунальній медичній установі «Міська лікарня № 4» (м. Чернівці), обласному дитячому протитуберкульозному санаторії «Садгора», у 1998-2006 рр. – сільським головою с. Чорнівка Новоселицького району. 

## Творчі здобутки
Прозові твори:
- Долі з вогню, землі та любові. Частина I.– Чернівці : Місто, 2021. – 176 с. – ISBN 978-617-652-292-8.
- Долі з вогню, землі та любові. Частина II.– Чернівці : Місто, 2021 – 216 с. – ISBN 978-617-652-269-0.
- Долі з вогню, землі та любові. Частина III.– Чернівці : Місто, 2022.
- Долі з вогню, землі та любові. Частина VI.– Чернівці : Місто, 2022.
- Долі з вогню, землі та любові. Частина V.– Чернівці : Місто, 2022.- 192 с. – ISBN 978-617-652-326-0.
- Долі з вогню, землі та любові. Частина VI.– Чернівці : Місто, 2023.
- Долі з вогню, землі та любові. Частина VII.– Чернівці : Місто, 2023.